# IPT
Voor een IPT als pensioenvoorziening: zie Individuele Pensioentoezegging
IPT staat voor IP-Telefonie en wordt veelal ten onrechte met VoIP aangeduid.
Terwijl VoIP slechts de voicetransmissie (stemoverbrenging) via een IP-netwerk (internet) laat verlopen, gaat IPT verder. De telefoon wordt rechtstreeks bediend via het IP-netwerk. De telefoonswitch is een computer die zorgt dat de IP-verbindingen tot stand komen. Er is geen analoog stukje meer in het systeem te vinden, anders dan de hoorn en de microfoon.